# Tanaka Ao
Tanaka Ao (田中 碧 (Điền Trung Bích) sinh ngày 10 tháng 9 năm 1998) là một cầu thủ bóng đá người Nhật Bản hiện đang thi đấu cho câu lạc bộ EFL Championship Leeds United và đội tuyển bóng đá quốc gia Nhật Bản ở vị trí tiền vệ.

## Sự nghiệp câu lạc bộ
Tanaka Ao đã từng chơi cho Kawasaki Frontale.

## Đội tuyển bóng đá quốc gia Nhật Bản
Tanaka Ao thi đấu cho đội tuyển bóng đá quốc gia Nhật Bản từ năm 2021. Anh có trận đầu tiên ở vòng loại thứ ba của khu vực châu Á cho FIFA World Cup 2022, vào ngày 12 tháng 10 năm 2021.  Anh ấy ghi bàn thắng cho đội tuyển quốc gia trong trận đấu với đội tuyển bóng đá quốc gia Úc . Anh ấy đã ghi bàn ở phút thứ 70, là bàn thắng đầu tiên của anh ấy trong màu áo đội tuyển quốc gia, trong trận đấu kết thúc với tỷ số 2-1 cho Nhật Bản.

## Thống kê sự nghiệp
| Đội tuyển bóng đá Nhật Bản | Đội tuyển bóng đá Nhật Bản | Đội tuyển bóng đá Nhật Bản |
| Năm                        | Trận                       | Bàn                        |
| -------------------------- | -------------------------- | -------------------------- |
| 2019                       | 2                          | 0                          |
| 2021                       | 3                          | 1                          |
| 2022                       | 13                         | 2                          |
| 2023                       | 6                          | 3                          |
| 2024                       | 3                          | 2                          |
| Tổng cộng                  | 27                         | 8                          |

#### Bàn thắng quốc tế
| #  | Ngày                 | Địa điểm                                        | Đối thủ           | Bàn thắng | Kết quả | Giải đấu                      |
| -- | -------------------- | ----------------------------------------------- | ----------------- | --------- | ------- | ----------------------------- |
| 1. | 12 tháng 10 năm 2021 | Sân vận động Saitama 2002, Saitama, Nhật Bản    | Úc                | 1–0       | 2–1     | Vòng loại FIFA World Cup 2022 |
| 2. | 2 tháng 6 năm 2022   | Sapporo Dome, Sapporo, Nhật Bản                 | Paraguay          | 4–1       | 4–1     | Kirin Cup 2022                |
| 3. | 1 tháng 12 năm 2022  | Sân vận động Quốc tế Khalifa, Al Rayyan, Qatar  | Tây Ban Nha       | 2–1       | 2–1     | FIFA World Cup 2022           |
| 4. | 9 tháng 9 năm 2023   | Volkswagen Arena, Wolfsburg, Đức                | Đức               | 4–1       | 4–1     | Giao hữu                      |
| 5. | 13 tháng 10 năm 2023 | Sân vận động Denka Big Swan, Niigata, Nhật Bản  | Canada            | 1–0       | 4–1     | Giao hữu                      |
| 6. | 13 tháng 10 năm 2023 | Sân vận động Denka Big Swan, Niigata, Nhật Bản  | Canada            | 4–0       | 4–1     | Giao hữu                      |
| 7. | 1 tháng 1 năm 2024   | Sân vận động Quốc gia Nhật Bản, Tokyo, Nhật Bản | Thái Lan          | 1–0       | 5–0     | Giao hữu                      |
| 8. | 21 tháng 3 năm 2024  | Sân vận động Quốc gia Nhật Bản, Tokyo, Nhật Bản | CHDCND Triều Tiên | 1–0       | 1–0     | Vòng loại FIFA World Cup 2026 |